# Apamea fribolus
Apamea fribolus är en fjärilsart som beskrevs av Jean Baptiste Boisduval 1832. Apamea fribolus ingår i släktet Apamea och familjen nattflyn. Inga underarter finns listade i Catalogue of Life.